# Michael van der Heijden
Michael van der Heijden (Den Haag, 10 maart 1982) is een Nederlands voetballer die als middenvelder voor ADO Den Haag, FC Dordrecht, HFC Haarlem en FC Omniworld speelde.

## Carrièrestatistieken
Michael van der Heijden speelde in de jeugd van ADO Den Haag, waar hij van 2000 tot 2002 in het eerste elftal speelde. Hij debuteerde in de met 2-0 verloren uitwedstrijd tegen FC Zwolle op 29 april 2001. In 2002 vertrok hij naar eredivisionist RKC Waalwijk, waar hij in zijn eerste seizoen niet in actie kwam en in zijn tweede seizoen aan FC Dordrecht werd verhuurd. In zijn derde seizoen speelde hij eenmaal, in de KNVB beker tegen Achilles '29, maar kwam verder ook niet in de plannen van coach Erwin Koeman voor. Hij werd de tweede helft van het seizoen verhuurd aan HFC Haarlem. Hierna speelde hij nog een seizoen voor FC Omniworld, waarna hij naar de amateurclub FC Lisse vertrok. Hier maakte hij indruk en mocht op stage bij Swansea City AFC. De club zou hem contracteren en verhuren aan Hereford United FC, maar deze deal ketste af. Zodoende bleef hij bij Lisse, waarna hij nog jaren voor verschillende amateurclubs in de regio Den Haag speelde.
| Seizoen                      | Club           | Land           | Competitie     | Competitie | Competitie |
| Seizoen                      | Club           | Land           | Competitie     | Wed.       | Dlp.       |
| ---------------------------- | -------------- | -------------- | -------------- | ---------- | ---------- |
| 2000/01                      | ADO Den Haag   | Nederland      | Eerste divisie | 5          | 0          |
| 2001/02                      | ADO Den Haag   | Nederland      | Eerste divisie | 29         | 2          |
| 2002/03                      | RKC Waalwijk   | Nederland      | Eredivisie     | 0          | 0          |
| 2003/04                      | → FC Dordrecht | Nederland      | Eerste divisie | 19         | 3          |
| 2004/05                      | RKC Waalwijk   | Nederland      | Eredivisie     | 0          | 0          |
| 2004/05                      | → HFC Haarlem  | Nederland      | Eerste divisie | 10         | 0          |
| 2005/06                      | FC Omniworld   | Nederland      | Eerste divisie | 33         | 2          |
| Carrièretotaal               | Carrièretotaal | Carrièretotaal | Carrièretotaal | 96         | 7          |
| Bijgewerkt op 5 januari 2017 |                |                |                |            |            |